# Bronię się
Bronię się – pierwszy singel promujący drugi album Sarsy zatytułowany Pióropusze, wydany 10 marca 2017. Utwór został napisany przez samą wokalistkę (tekst i muzyka) we współpracy ze Steve’em Manovskim (muzyka).
Piosenka była notowana na 26. miejscu listy AirPlay, najczęściej granych utworów w polskich rozgłośniach radiowych.
Nagranie uzyskało w Polsce status platynowej płyty przekraczając liczbę 20 tysięcy sprzedanych kopii.

## Autorstwo i wydanie
Utwór napisała i skomponowała sama wokalistka we współpracy ze Steve’em Manovskim, który współtworzył muzykę. Kompozycja utrzymuje się w stylistyce, która jest połączeniem muzyki alternatywnej i popowej z elementami elektroniki.
Piosenka została wydana 10 marca 2017 w formacie digital download przez wytwórnię Universal Music Polska. Utwór był pierwszym singlem promującym drugi album studyjny artystki – Pióropusze.

## Teledysk
9 marca 2017 odbyła się premiera teledysku do piosenki. Wyreżyserował go Marcin Starzecki. Na dzień 26 sierpnia 2018 liczba jego wyświetleń w serwisie YouTube wynosi ponad 20 milionów.

## Notowania
| Kraj   | Lista (2017)      | Najwyższa pozycja |
| ------ | ----------------- | ----------------- |
| Polska | AirPlay – Top     | 26                |
| Polska | AirPlay – Nowości | 3                 |